# Borís Nikitin
Borís Nikitin   (Tbilisi, 5 de març de 1938 - Tbilisi, 20 d'octubre de 1984) fou un nedador georgià, especialista en estil lliure, que va competir sota bandera de la Unió Soviètica, durant les dècades de 1950 i 1960.
El 1956 va prendre part en els Jocs Olímpics d'Estiu de Melbourne on va disputar dues proves del programa de natació. Fent equip amb Vitaly Sorokin, Vladimir Struzhanov i Gennady Nikolayev va guanyar la medalla de bronze en els 4×200 metres lliures, mentre en els 400 metres lliures quedà eliminat en sèries. Quatre anys més tard, als Jocs de Roma, fou vuitè en els 4×200 metres lliures del programa de natació.
En el seu palmarès també destaquen una medalla d'or en els 4×200 metres lliures i una de plata en els 400 metres lliures del Campionat d'Europa de natació de 1958 i cinc campionats soviètics dels 400 metres lliures (1956 a 1960) i un dels 1.500 metres lliures (1957).